# Zuid-Vlaamse plattelandsopstand van 1790
De Zuid-Vlaamse plattelandsopstand was een keizersgezinde revolte die plaatsgreep rond Oudenaarde en in het Land van Aalst van 29 mei tot 2 juni 1790. Ze werd snel de kop ingedrukt en de leiders werden opgehangen.

## Context
De hervormingen van keizer Jozef II botsten op heel wat weerstand in de Oostenrijkse Nederlanden, maar onder de plattelandsbevolking genoot hij steun. Het terugdringen van de stedelijke belastingvoordelen, gilden en marktrechten was populair, zeker in rurale streken met veel huisnijverheid. Daar koesterde men argwaan tegen de patriotten die de Brabantse Revolutie droegen. De conservatieve statisten waren in de ogen van de plattelandsbevolking te zeer uit op het behoud van de privileges uit het ancien régime, terwijl de liberale vonckisten sterk leunden op stedelijke notabelen. Reeds in 1788 was er in Schorisse en Avelgem fiscale rebellie geweest tegen de Staten van Vlaanderen. Na de vestiging van de Verenigde Nederlandse Staten, die werden beheerst door de statisten, kwam het platteland van zuidelijk Vlaanderen in verzet. Met zwarte keizerlijke kokardes gaven boeren en textielarbeiders te kennen dat ze Jozef II steunden. Ideologisch stonden ze voor een Revolutie van de Derde Stand, waarbij het volk via verkozen vertegenwoordigers samen met de keizer zou regeren.

## Verloop
Vanaf de eerste successen van de patriotten was het onrustig in de kasselrijen van Oudenaarde en Aalst. Soldaten en stedelijke vrijwilligerskorpsen werden gerekruteerd om de streek onder controle te houden, maar op 29 mei 1790 kwam het tot een uitbarsting. In Sint-Maria-Latem lieten de broers Christiaan en Jacob Janssens en Philips De Waele de stormklok luiden en verzamelden ze een legertje, dat echter nauwelijks over wapens beschikte. Van Gavere tot Ronse en Geraardsbergen vormden zich benden, in totaal moet meer dan tienduizend man op de been zijn geweest. Er werd binnengevallen bij baljuws, procureurs, griffiers en staatsgezinde pastoors, maar plunderingen bleven uit. De patriotten reageerden snel en verdedigden Oudenaarde door de meersen onder water te zetten. Dragonders sloegen 800 opstandelingen uiteen in Zingem en de geplunderde abdij van Ename werd door vrijwilligers ontzet. Enkel in het dorp Allerheiligen wisten de landslieden op 1 juni enkele duizenden patriotten te verjagen. De volgende dag leden ze nieuwe nederlagen en doofde de opstand uit. De laatste weerstand concentreerde zich rond Vloesberg in Henegouwen.

## Berechtingen
De repressie was hard: vele opstandelingen belandden in de gevangenis of werden gegeseld. De kopstukken werden terechtgesteld. Alleen al in Bevere werden vijf opgehangenen wekenlang geëxposeerd aan Den Driepikkel: Jan Landrieu, Fideel de Neve, Jan-Baptist Leyman, Pieter Janssens en Jan Ghys.